# Landkreis Grafschaft Bentheim
Landkreis Grafschaft Bentheim er en landkreis der ligger i den sydsvestlige del af den tyske delstat Niedersachsen ved grænsen til Holland mod vest, og  med Nordrhein-Westfalen liggende mod syd. Nordhorn  er administrationsby og den  største by i området er med over  53.000 indbyggere.

## Geografi
Grafschaft Bentheim grænser mod nord og øst til Landkreis Emsland, mod syd ligger de  nordrhein-westfalske kreise Steinfurt og Borken. Mod vest ligger de hollandske provinser Overijssel og Drenthe. Grevskabet er hovedsageligt landbrugsland, men mod nord ligger store hede og moseområder; mod syd ligger  Bentheimer Berg  der er en udløber af Teutoburger Wald.
Landkreis gennemløbes fra sydøt mod nordvest af floden Vechte som på den anden side af grænsen løber ud i Zwarte Water. Floden er en vigtig transportvej.
Den af landkreisens område er landbrugsarealer, som udgør  67 %. 15,6 % er skovbevokset, og  7,3 % er bebygget; 5,1 % af arealet er veje og trafikanlæg.

## Byer kommuner
Kreisen havde 136511  indbyggere pr.  2018-12-31

Enhedskommuner
1. Bad Bentheim, Stadt (15486)
2. Nordhorn, adminstrationsby (53403)
3. Wietmarschen (12220)

Samtgemeinden med til hørende kommuner
* markerer forvaltningsæde
| 1. Samtgemeinde Emlichheim (14304) 1. Emlichheim * (7276) 2. Hoogstede (2857) 3. Laar (2139) 4. Ringe (2032) 2. Samtgemeinde Neuenhaus (14029) 1. Esche (564) 2. Georgsdorf (1211) 3. Lage (1048) 4. Neuenhaus, Stadt * (10025) 5. Osterwald (1181) | 3. Samtgemeinde Schüttorf (15775) 1. Engden (432) 2. Isterberg (573) 3. Ohne (586) 4. Quendorf (588) 5. Samern (757) 6. Schüttorf, Stadt * (12839) 4. Samtgemeinde Uelsen (11294) 1. Getelo (535) 2. Gölenkamp (580) 3. Halle (666) 4. Itterbeck (1782) 5. Uelsen * (5615) 6. Wielen (530) 7. Wilsum (1586) |